# Afropipistrellus
Afropipistrellus is een geslacht van zoogdieren uit de familie van de gladneuzen (Vespertilionidae). De wetenschappelijke naam van het geslacht werd in 2007 gepubliceerd door Thorn, Kock & Cusin.

## Soorten
Er worden 6 soorten in dit geslacht geplaatst:
- Afropipistrellus bellieri (De Vree, 1972)
- Afropipistrellus crassulus (O. Thomas, 1904)
- Afropipistrellus eisentrauti (J. Edwards Hill, 1968)
- Afropipistrellus grandidieri (Dobson, 1876)
- Afropipistrellus happoldorum (Hutterer, Decher, Monadjem, & J. Astrin, 2019)
- Afropipistrellus macrocephalus (Hutterer & Kerbis Peterhans, 2019)